# WWE Royal Rumble (2021)
Der 34. WWE Royal Rumble 2021 war eine Wrestling-Veranstaltung der WWE, die als Pay-per-View und auf dem WWE Network ausgestrahlt wurde. Sie fand am 31. Januar 2021 im Tropicana Field in Saint Petersburg, Florida, Vereinigte Staaten statt. Es war die 34. Austragung des Royal Rumble seit 1988. Die Veranstaltung fand zum sechsten Mal nach 1990, 1991, 1995, 2006 und 2016 in Florida statt.

## Hintergrund
Im Vorfeld der Veranstaltung wurden sechs Matches angesetzt. Diese resultierten aus den Storylines, die in den Wochen vor dem Royal Rumble bei Raw und SmackDown, den wöchentlichen Shows der WWE, gezeigt wurden. Als Hauptkampf wurde ein traditionelles Royal-Rumble-Match, eine 30-Mann-Battle-Royal angesetzt.
Bereits vor dem Pay-per-View wurde bekannt gegeben, dass Natalya im Royal Rumble Match als Nummer 30 starten wird. Zugleich wurde bekannt gegeben, dass Randy Orton mit der Nummer 1 starten wird, während Edge als zweiter ins Royal Rumble Match eintreten wird.

## Ergebnisse
| Matchart                                                                 |                            |      |                               | Zeit  |
| ------------------------------------------------------------------------ | -------------------------- | ---- | ----------------------------- | ----- |
| Tag-Team-Match um die WWE Women’s Tag Team Championship (Pre-Show-Match) | Shayna Baszler und Nia Jax | bes. | Asuka und Charlotte Flair (C) | 10:33 |
| Singles-Match um die WWE Championship                                    | Drew McIntyre (C)          | bes. | Bill Goldberg                 | 2:32  |
| Singles-Match um die SmackDown Women’s Championship                      | Sasha Banks (C)            | bes. | Carmella                      | 10:21 |
| 30-Frauen-Royal-Rumble-Match                                             | Bianca Belair              | bes. | Rhea Ripley und 28 weitere    | 58:48 |
| Last Man Standing Match um die WWE Universal Championship                | Roman Reigns (C)           | bes. | Kevin Owens                   | 24:54 |
| 30-Mann-Royal-Rumble-Match                                               | Edge                       | bes. | Randy Orton und 28 weitere    | 58:29 |

### Royal-Rumble-Match (Männer)
| #  | Name              | Brand      | Eliminiert als | Eliminiert durch                      | Zeit im Ring | Eliminierungen |
| -- | ----------------- | ---------- | -------------- | ------------------------------------- | ------------ | -------------- |
| 01 | Edge              | Free Agent | 0–             | Sieger                                | 58:29        | 03             |
| 02 | Randy Orton       | Raw        | 29.            | Edge                                  | 58:29        | 0              |
| 03 | Sami Zayn         | SmackDown  | 02.            | Big E                                 | 13:28        | 0              |
| 04 | Mustafa Ali       | Raw        | 04.            | Big E                                 | 13:35        | 01             |
| 05 | Jeff Hardy        | Raw        | 01.            | Dolph Ziggler                         | 03:33        | 0              |
| 06 | Dolph Ziggler     | SmackDown  | 09.            | Kane                                  | 21:23        | 01             |
| 07 | Shinsuke Nakamura | SmackDown  | 12.            | King Corbin                           | 22:20        | 0              |
| 08 | Carlito           | Free Agent | 05.            | Elias                                 | 08:53        | 0              |
| 09 | Xavier Woods      | Raw        | 03.            | Mustafa Ali                           | 03:52        | 0              |
| 10 | Big E             | SmackDown  | 19.            | Omos                                  | 29:56        | 04             |
| 11 | John Morrison     | Raw        | 08.            | Damian Priest                         | 08:35        | 0              |
| 12 | Ricochet          | Raw        | 10.            | Kane                                  | 11:57        | 0              |
| 13 | Elias             | Raw        | 06.            | Damian Priest                         | 02:47        | 01             |
| 14 | Damian Priest     | NXT        | 16.            | Bobby Lashley                         | 15:55        | 04             |
| 15 | The Miz           | Raw        | 07.            | Damian Priest                         | 01:54        | 0              |
| 16 | Riddle            | Raw        | 25.            | Seth Rollins                          | 21:45        | 01             |
| 17 | Daniel Bryan      | SmackDown  | 24.            | Seth Rollins                          | 29:16        | 01             |
| 18 | Kane              | Free Agent | 11.            | Damian Priest                         | 02:17        | 02             |
| 19 | King Corbin       | SmackDown  | 14.            | Dominik Mysterio                      | 04:50        | 02             |
| 20 | Otis              | SmackDown  | 13.            | King Corbin                           | 01:12        | 0              |
| 21 | Dominik Mysterio  | SmackDown  | 15.            | Bobby Lashley                         | 02:18        | 01             |
| 22 | Bobby Lashley     | Raw        | 18.            | Edge, Christian, Daniel Bryan, Riddle | 04:23        | 03             |
| 23 | The Hurricane     | Free Agent | 17.            | Bobby Lashley, Big E                  | 00:40        | 0              |
| 24 | Christian         | Free Agent | 27.            | Seth Rollins                          | 19:48        | 02             |
| 25 | AJ Styles         | Raw        | 23.            | Braun Strowman                        | 10:41        | 0              |
| 26 | Rey Mysterio      | SmackDown  | 20.            | Omos                                  | 04:04        | 0              |
| 27 | Sheamus           | Raw        | 22.            | Braun Strowman                        | 06:34        | 0              |
| 28 | Cesaro            | SmackDown  | 21.            | Braun Strowman                        | 04:18        | 0              |
| 29 | Seth Rollins      | SmackDown  | 28.            | Edge                                  | 09:51        | 03             |
| 30 | Braun Strowman    | Raw        | 26.            | Edge, Christian                       | 07:45        | 03             |

### Royal-Rumble-Match (Frauen)
| #  | Name              | Brand      | Eliminiert als | Eliminiert durch           | Zeit im Ring | Eliminierungen |
| -- | ----------------- | ---------- | -------------- | -------------------------- | ------------ | -------------- |
| 01 | Bayley            | SmackDown  | 12.            | Bianca Belair              | 29:05        | 01             |
| 02 | Naomi             | Raw        | 22.            | Nia Jax, Shayna Baszler    | 47:38        | 0              |
| 03 | Bianca Belair     | SmackDown  | 0–             | Siegerin                   | 57:12        | 04             |
| 04 | Billie Kay        | SmackDown  | 03.            | Ruby Riott, Liv Morgan     | 15:36        | 01             |
| 05 | Shotzi Blackheart | NXT        | 01.            | Shayna Baszler             | 04:36        | 0              |
| 06 | Shayna Baszler    | Raw        | 24.            | Nia Jax                    | 42:18        | 06             |
| 07 | Toni Storm        | NXT        | 04.            | Rhea Ripley                | 11:49        | 0              |
| 08 | Jillian Hall      | Free Agent | 02.            | Billie Kay                 | 08:53        | 0              |
| 09 | Ruby Riott        | SmackDown  | 07.            | Bayley                     | 11:09        | 01             |
| 10 | Victoria          | Free Agent | 05.            | Shayna Baszler             | 07:40        | 0              |
| 11 | Peyton Royce      | Raw        | 10.            | Charlotte Flair            | 14:09        | 01             |
| 12 | Santana Garrett   | NXT        | 06.            | Rhea Ripley                | 04:55        | 0              |
| 13 | Liv Morgan        | SmackDown  | 08.            | Peyton Royce               | 06:50        | 0              |
| 14 | Rhea Ripley       | NXT        | 29.            | Bianca Belair              | 39:35        | 07             |
| 15 | Charlotte Flair   | Raw        | 28.            | Bianca Belair, Rhea Ripley | 37:31        | 01             |
| 16 | Dana Brooke       | Raw        | 09.            | Rhea Ripley                | 03:26        | 0              |
| 17 | Torrie Wilson     | Free Agent | 11.            | Shayna Baszler             | 04:23        | 0              |
| 18 | Lacey Evans       | Raw        | 20.            | Shayna Baszler             | 20:35        | 01             |
| 19 | Mickie James      | SmackDown  | 14.            | Lacey Evans                | 07:40        | 0              |
| 20 | Nikki Cross       | Raw        | 17.            | Carmella                   | 07:53        | 0              |
| 21 | Alicia Fox        | Free Agent | 13.            | Mandy Rose                 | 02:18        | 0              |
| 22 | Mandy Rose        | Raw        | 16.            | Rhea Ripley                | 03:24        | 01             |
| 23 | Dakota Kai        | NXT        | 15.            | Rhea Ripley                | 02:21        | 0              |
| 24 | Carmella          | SmackDown  | 18.            | Tamina                     | 01:53        | 01             |
| 25 | Tamina            | SmackDown  | 23.            | Nia Jax, Shayna Baszler    | 09:11        | 01             |
| 26 | Lana              | Raw        | 26.            | Natalya                    | 10:31        | 01             |
| 27 | Alexa Bliss       | Raw        | 19.            | Rhea Ripley                | 01:25        | 0              |
| 28 | Ember Moon        | NXT        | 21.            | Nia Jax                    | 02:17        | 0              |
| 29 | Nia Jax           | Raw        | 25.            | Lana                       | 03:13        | 04             |
| 30 | Natalya           | SmackDown  | 27.            | Bianca Belair              | 03:10        | 01             |

| Funktion      | Name            |
| ------------- | --------------- |
| Kommentatoren | Byron Saxton    |
| Kommentatoren | Tom Phillips    |
| Kommentatoren | Samoa Joe       |
| Kommentatoren | Corey Graves    |
| Kommentatoren | Michael Cole    |
| Kommentatoren | Jerry Lawler    |
| Pre-Show      | Charly Caruso   |
| Pre-Show      | Peter Rosenberg |
| Pre-Show      | Booker T        |
| Pre-Show      | JBL             |
| Pre-Show      | Jerry Lawler    |
| Pre-Show      | Sonya Deville   |
| Ringansager   | Mike Rome       |
| Ringansager   | Greg Hamilton   |